# Anaora tentaculata
Anaora tentaculata es una especie de peces de la familia Callionymidae en el orden de los Perciformes.

## Morfología
Los machos pueden llegar alcanzar los 6 cm de longitud total.

## Hábitat
Es un pez de mar de clima tropical y asociado a los  arrecifes de coral que vive hasta los 30 m de profundidad

## Distribución geográfica
Se encuentra en Guam, Indonesia, el Japón (incluyendo las Islas Ryukyu), Micronesia, República de Palau, Papúa Nueva Guinea y Filipinas.